# По сигарети
«По сигарети» (фр. Elle s'en va) — французька комедійна мелодрама 2013 року, поставлена в стилі роуд-муві режисеркою Еммануель Берко з Катрін Деньов у головній ролі. Прем'єра фільму відбулася 15 лютого 2013 року у рамках 63-го Берлінського кінофестивалю. .

## Сюжет
У Бетті (Катрін Деньов), колишньої королеви краси Бретані через 40 років після конкурсу не найвдаліша смуга у житті — вона живе в маленькому містечку разом з матір'ю (Клод Жансак), яка досі намагається її контролювати. Бетті є власницею ресторану, який знаходиться на межі розорення. Її чоловік кілька років тому помер, гостюючи у коханки. Бетті по його смерті стала зустрічатися з Етьєном, одруженим чоловіком, але мати повідомляє її про те, що Етьєн, який багато років запевняв Бетті, що піде від дружини, завів собі молоду коханку, яка чекає від нього дитину. Та ще у Бетті дуже складні стосунки з єдиною донькою Мюріель (Камілль), — та ненавидить матір і в результаті онук Бетті Шаллі (Немо Шифман) практично не знає бабусі, а донька, хоча і вимушена іноді звертатися за допомогою, всіляко прагне уникнути зустрічей. По телефону Бетті надзвонюють організатори конкурсів краси, які кличуть її на зустріч учасниць конкурсу краси «Міс Франція» 1969 року.
Одного дня Бетті виходить з ресторану, щоб купити сигарет і сідає в старенький «Мерседес». Але у неділю у французькій провінції зробити це не так вже й просто — їй доводиться проїхати 50 кілометрів до найближчого бару, де можна знайти сигарети.

## В ролях
| Актор(ка)      |   | Роль             |
| -------------- | - | ---------------- |
| Катрін Деньов  | … | Бетті            |
| Немо Шифман    | … | Шаллі            |
| Жерар Гаруст   | … | Елейн            |
| Камілль        | … | Мюріель          |
| Клод Женсак    | … | Анні             |
| Поль Амі       | … | Марко            |
| Мілен Демонжо  | … | Фанфан           |
| Афсія Ерзі     | … | Джинні           |
| Евелін Леклерк | … | Міс Шампань 1969 |
| Валери Лагранж | … | Міс Франції 1969 |
| Валентин Гійом | … | Ерван            |

## Визнання
| Нагороди та номінації фільму По сигарети | Нагороди та номінації фільму По сигарети | Нагороди та номінації фільму По сигарети | Нагороди та номінації фільму По сигарети | Нагороди та номінації фільму По сигарети | Нагороди та номінації фільму По сигарети |
| Рік                                      | Нагорода                                 | Категорія                                | Номінант                                 | Результат                                |                                          |
| ---------------------------------------- | ---------------------------------------- | ---------------------------------------- | ---------------------------------------- | ---------------------------------------- | ---------------------------------------- |
| 2013                                     | Берлінський кінофестиваль                | Золотий ведмідь                          | По сигарети                              | Номінація                                |                                          |
| 2013                                     | Фестиваль романтичних фільмів у Кабурі   | Найкраща акторка                         | Катрін Деньов                            | Перемога                                 |                                          |
| 2013                                     | Приз Луї Деллюка                         | Найкращий фільм                          | По сигарети                              | Номінація                                |                                          |
| 2014                                     | Премія «Люм'єр»                          | Найкраща акторка                         | Катрін Деньов                            | Номінація                                |                                          |
| 2014                                     | Премія «Сезар»                           | Найкраща жіноча роль                     | Катрін Деньов                            | Номінація                                |                                          |
| 2014                                     | Премія «Сезар»                           | Найперспективніший актор                 | Немо Шифман                              | Номінація                                |                                          |